# Dark kitchen
 (septembre 2024).

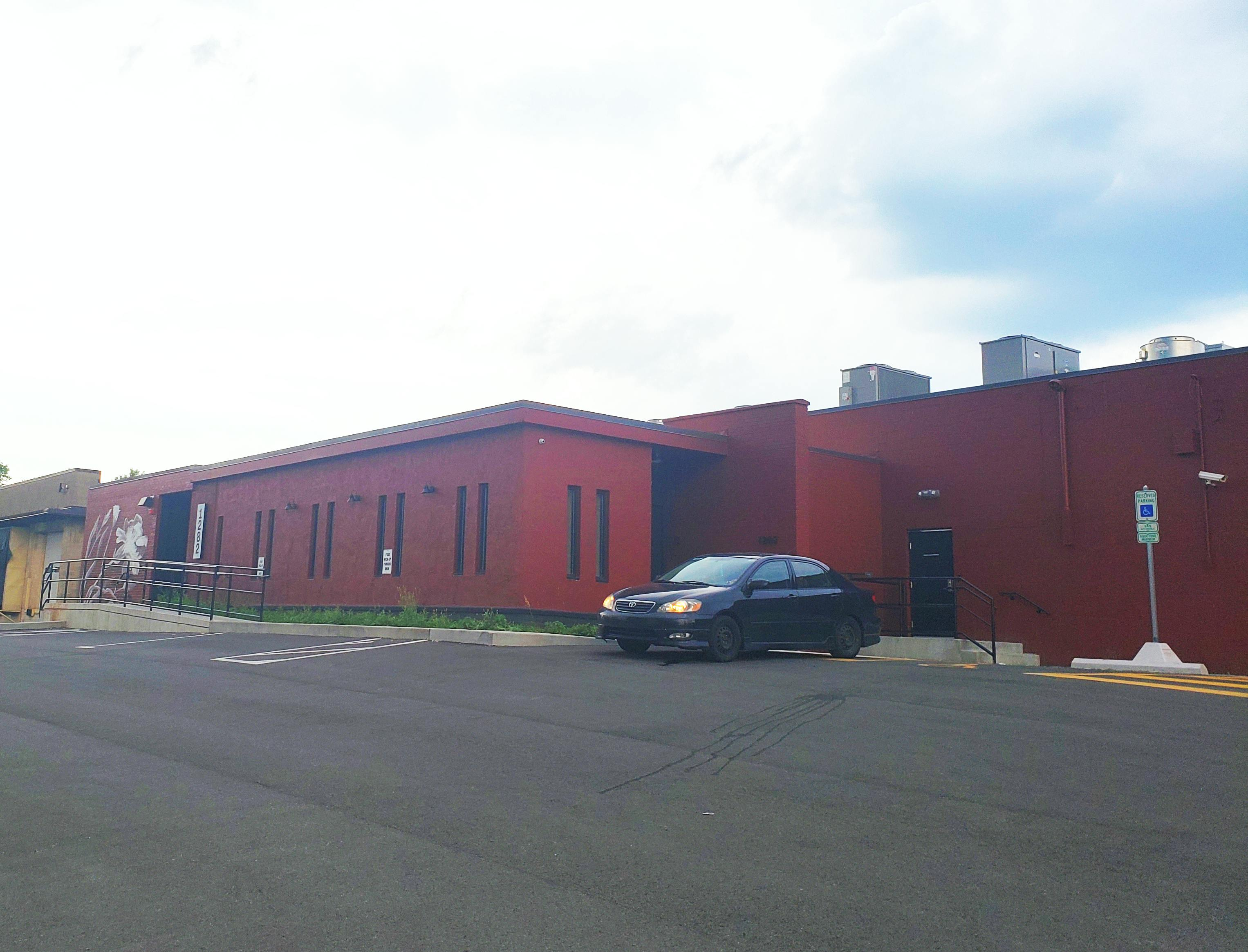
Une dark kitchen aux États-Unis

Le terme dark kitchen est un vocable anglais repris dans l’usage courant du français pour désigner des « restaurants virtuels » ou « cuisines fantômes », accessibles uniquement en ligne via des plateformes de livraison de nourriture sur Internet.

## Définition
Le vocable semble désigner cinq sous‑métiers : la gestion de cuisines équipées (qui sont ensuite louées par lots à des marques ou à des restaurants virtuels) ; la fourniture d'ingrédients ; la création et le marketing de nouvelles recettes ; la préparation des repas et marques de restaurant ; enfin, la livraison de repas chez les particuliers.

## Historique
Cette forme de restauration moderne a connu une accélération avec la pandémie de Covid-19 en France en raison des mesures de restrictions administratives s’appliquant aux restaurants matériels, tout en permettant la vente à emporter.
Plusieurs contrats de location des locaux des dark kitchen sont possibles, comme le bail commercial, le bail dérogatoire ou le contrat de prestation de services. Ces structures répondent aux mêmes obligations que les restaurants matériels s’agissant des formations Hygiène issues de la réglementation communautaire (aussi appelé « Food Law  » ou « Paquet Hygiène »). Les formalités d’identification auprès de la Direction Départementale de la Protection des Populations (DDPP) sont également semblables.

## Législation
Pour vendre de l’alcool en ligne, les dark kitchen doivent justifier d’une licence spécifique.
Une des questions posées par les dark kitchen est la valorisation de ces restaurants virtuels et la revente par leurs exploitants comme des entreprises de restaurants traditionnels. Sur ce point, certains juristes considèrent que les restaurants virtuels constituent un « fonds de commerce numérique ». 
En France, les dark kitchen se trouvent parfois au cœur de la polémique du statut des livreurs de repas à domicile, en particulier celle de l’application du droit du travail.